# Blackstonia grandiflora
Blackstonia grandiflora is een plantensoort uit de gentiaanfamilie. De plant komt voor in het westelijk en centraal Middellandse Zeegebied.

## Beschrijving
Blackstonia grandiflora is een rechtopstaande plant die zo'n 70 cm hoog kan worden. De bloemen zijn geel of oranje, en hebben een diameter van 2 tot 4 cm, met 8 tot 12 bloemblaadjes. De bloemen bloeien van april tot juni.

## Habitat
De plant komt vooral voor op vochtige graslanden, graskanten en aan de rand van bossen. Dit van aan de kusten tot op een hoogte van 1200 m. De plant sterft af wanneer er geen bodemvocht is.